# Mühlviertler Schnellstraße
Droga ekspresowa S10 (Mühlviertler Schnellstraße) – planowana droga ekspresowa w Austrii, w kraju związkowym Górna Austria, o długości 38 km. Droga połączy autostradę A7 i Linz z Czechami.
Budowa 22 km południowy odcinek (Unterweitersdorf do Freistadt North) rozpoczął się 1 sierpnia 2009 roku, została zakończona w 2015 roku.
Obwodnica Rainbach, o długości 7,2 km, ma powstać w latach 2023–2027.